# زرهون
زرهون (به فرانسوی: Zerhoun) یک کوه در مراکش است که در Meknès Prefecture واقع شده‌است. زرهون ۱٬۰۲۵ متر بالاتر از سطح دریا واقع شده‌است.